# 反常積分
廣義積分，又称为反常积分、异常积分（英語： Improper integral），是对普通定积分的推廣。
广义积分可以分成兩類，第一類又稱為無窮積分，指積分區間的上限或下限為無窮的積分。第二類稱為瑕積分，指被積函數在積分區間中含有不連續點的積分。

## 第一類反常積分

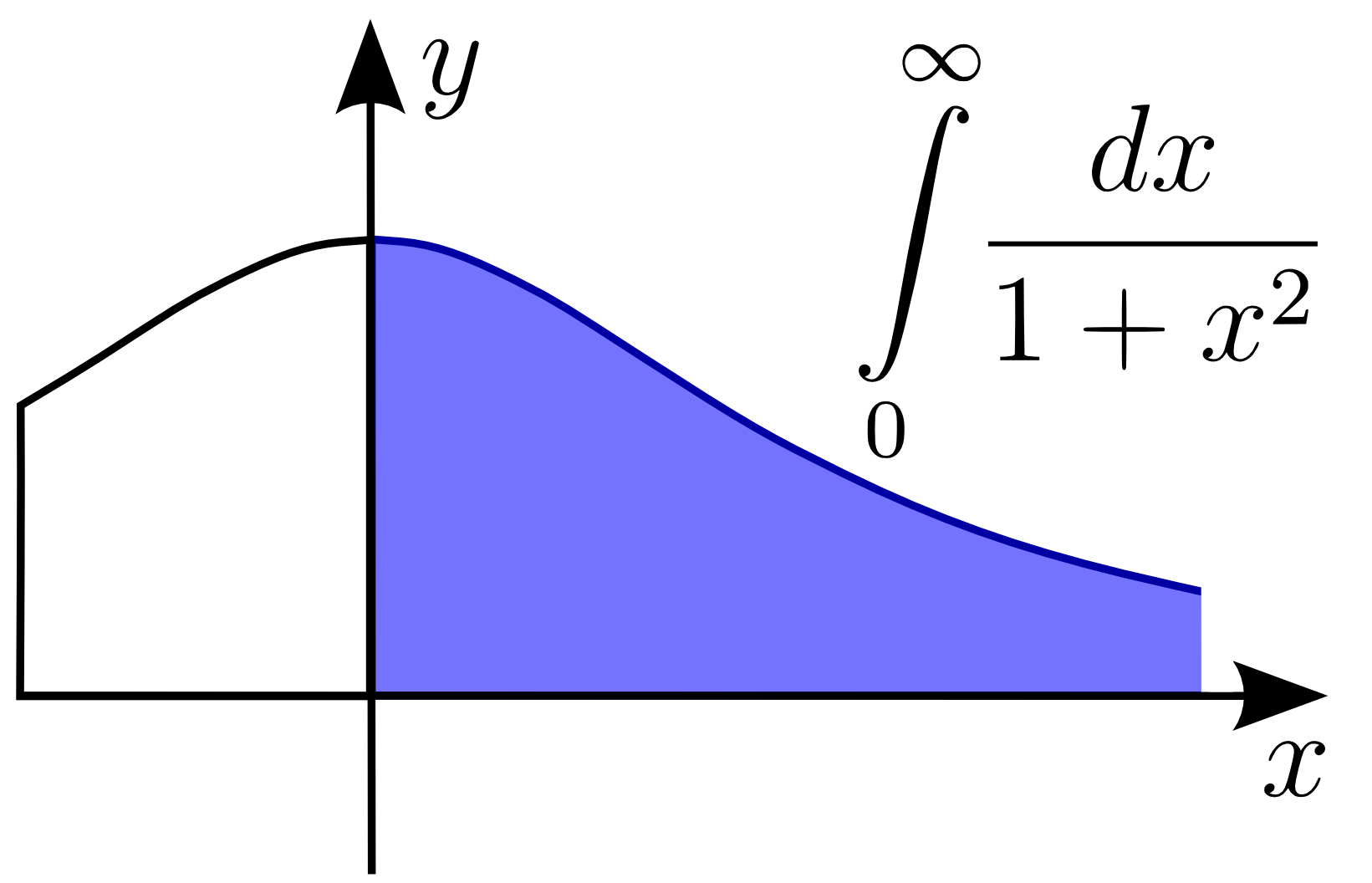
第一類反常積分：上限或下限為無限的積分。

### 定義
第一類反常積分是無窮積分，指積分區間的上限或下限中含有無窮 ∞ 的积分。數學定義如下：
设函数 {\displaystyle f(x)} 在 {\displaystyle [a,+\infty )} 上連續且可積。定義無窮積分：
{\displaystyle \int _{a}^{\infty }f(x)\,dx=\lim _{u\to +\infty }\int _{a}^{u}f(x)\,dx}。
类似的，设函数 {\displaystyle f(x)} 在 {\displaystyle (-\infty ,a]} 上連續且可積。定義無窮積分：
{\displaystyle \int _{-\infty }^{a}f(x)\,dx=\lim _{u\to -\infty }\int _{u}^{a}f(x)\,dx}。
当上述极限存在时，称該积分收敛。当上述极限不存在时，称该积分发散。
例子如下：
{\displaystyle \int _{1}^{\infty }{\frac {1}{x^{2}}}\,dx=\lim _{u\to +\infty }\int _{1}^{u}{\frac {1}{x^{2}}}\,dx=1}；
{\displaystyle \int _{1}^{\infty }{\frac {1}{x}}\,dx=\lim _{u\to +\infty }\int _{1}^{u}{\frac {1}{x}}\,dx=+\infty }，即發散；
{\displaystyle \int _{1}^{\infty }x\sin x\,dx=\lim _{u\to +\infty }\int _{1}^{u}x\sin x\,dx} ，振動發散。

### 推廣定義
第一類反常積分的定義能進一步推廣至上限及下限皆為無窮 ∞ 的積分。
设函数 {\displaystyle f(x)} 在 {\displaystyle (-\infty ,+\infty )} 上連續且可積。定義無窮積分：
{\displaystyle \int _{-\infty }^{\infty }f(x)\,dx=\lim _{u\to -\infty }\lim _{v\to +\infty }\int _{u}^{v}f(x)\,dx}。
或者取區間上任意一點 {\displaystyle c}  ，分拆寫成：
{\displaystyle \int _{-\infty }^{\infty }f(x)\,dx=\lim _{u\to -\infty }\int _{u}^{c}f(x)\,dx+\lim _{v\to +\infty }\int _{c}^{v}f(x)\,dx}。
當上述極限同時存在時，稱該積分收斂。當上述極限至少有一個不存在時，稱該積分發散。
例子如下：
{\displaystyle \int _{-\infty }^{\infty }xe^{-x^{2}}\,dx=\lim _{u\to -\infty }\int _{u}^{0}xe^{-x^{2}}\,dx+\lim _{v\to +\infty }\int _{0}^{v}xe^{-x^{2}}\,dx=-{\frac {1}{2}}+{\frac {1}{2}}=0}；
{\displaystyle \int _{-\infty }^{\infty }x\,dx=\lim _{u\to -\infty }\int _{u}^{0}x\,dx+\lim _{v\to +\infty }\int _{0}^{v}x\,dx=-\infty +\infty }，即發散。

### 與柯西主值的聯繫
在無窮積分的推廣定義中，兩個極限須分別處理，即兩者的收斂速度可能不同。在柯西主值的理解下，可假設兩個極限的收斂速度相同。
设函数 {\displaystyle f(x)} 在 {\displaystyle (-\infty ,+\infty )} 上連續且可積。定義無窮積分的柯西主值：
{\displaystyle \mathrm {PV} \int _{-\infty }^{\infty }f(x)\,dx=\lim _{R\to +\infty }\int _{-R}^{R}f(x)\,dx}。
若在相同收斂速度下，兩者可以互相抵消，則該積分的柯西主值存在。舉例來說：
{\displaystyle \mathrm {PV} \int _{-\infty }^{\infty }x\,dx=\lim _{R\to +\infty }\int _{-R}^{R}x\,dx=0}。
根據定義，若無窮積分收斂，則其柯西主值收斂，且二者相等。但無窮積分的柯西主值收斂，該積分未必收斂。

## 第二類反常積分

第二類反常積分：被積函數的區間中含有不連續點。

### 定義
第二類反常積分是瑕積分，指積分區間的上限或下限是被積函數的不連續點。數學定義如下：
設函數 {\displaystyle f(x)} 在 {\displaystyle (a,b]} 上連續且可積，但在點 {\displaystyle a} 不連續。定義瑕積分：
{\displaystyle \int _{a}^{b}f(x)\,dx=\lim _{u\to a^{+}}\int _{u}^{b}f(x)\,dx}。
類似的，設函數 {\displaystyle f(x)} 在 {\displaystyle [a,b)} 上連續且可積，但在點 {\displaystyle b} 不連續。定義瑕積分：
{\displaystyle \int _{a}^{b}f(x)\,dx=\lim _{u\to b^{-}}\int _{a}^{u}f(x)\,dx}。
當上述極限存在時，稱該積分收斂。當上述極限不存在時，稱該積分發散。
例子如下：
{\displaystyle \int _{0}^{3}{\frac {1}{\sqrt {3-x}}}\,dx=\lim _{u\to 3^{-}}\int _{0}^{u}{\frac {1}{\sqrt {3-x}}}\,dx=2{\sqrt {3}}}；
{\displaystyle \int _{0}^{1}{\frac {1}{x^{2}}}\,dx=\lim _{u\to 0^{+}}\int _{u}^{1}{\frac {1}{x^{2}}}\,dx=+\infty }，即發散。

### 推廣定義
第二類反常積分的定義能進一步推廣至上限及下限皆為不連續點，或上限及下限之間含有不連續點的積分。
設函數 {\displaystyle f(x)} 在 {\displaystyle (a,b)} 上連續且可積，但在點 {\displaystyle a} 及 {\displaystyle b} 不連續。定義瑕積分：
{\displaystyle \int _{a}^{b}f(x)\,dx=\lim _{u\to a^{+}}\lim _{v\to b^{-}}\int _{u}^{v}f(x)\,dx}。
或者取區間上任意一點 {\displaystyle c} ，分拆寫成：
{\displaystyle \int _{a}^{b}f(x)\,dx=\lim _{u\to a^{+}}\int _{u}^{c}f(x)\,dx+\lim _{v\to b^{-}}\int _{c}^{v}f(x)\,dx}。
設函數 {\displaystyle f(x)} 在 {\displaystyle [a,c)} 及 {\displaystyle (c,b]}上連續且可積，但在點 {\displaystyle c} 不連續。定義瑕積分：
{\displaystyle \int _{a}^{b}f(x)\,dx=\lim _{u\to c^{-}}\int _{a}^{u}f(x)\,dx+\lim _{v\to c^{+}}\int _{v}^{b}f(x)\,dx}。
當上述極限同時存在時，稱該積分收斂。當上述極限至少有一個不存在時，稱該積分發散。
例子如下：
{\displaystyle \int _{-1}^{1}{\frac {1}{\sqrt[{3}]{x^{2}}}}\,dx=\lim _{u\to 0^{-}}\int _{-1}^{u}{\frac {1}{\sqrt[{3}]{x^{2}}}}\,dx+\lim _{v\to 0^{+}}\int _{v}^{1}{\frac {1}{\sqrt[{3}]{x^{2}}}}\,dx=6}；
{\displaystyle \int _{-1}^{1}{\frac {1}{x}}\,dx=\lim _{u\to 0^{-}}\int _{-1}^{u}{\frac {1}{x}}\,dx+\lim _{v\to 0^{+}}\int _{v}^{1}{\frac {1}{x}}\,dx=-\infty +\infty }，即發散。

### 與柯西主值的聯繫
在瑕積分的推廣定義中，兩個極限須分別處理，即兩者的收斂速度可能不同。在柯西主值的理解下，可假設兩個極限的收斂速度相同。
設函數 {\displaystyle f(x)} 在 {\displaystyle (a,b)} 上連續且可積，但在點 {\displaystyle a} 及 {\displaystyle b} 不連續。定義瑕積分的柯西主值：
{\displaystyle \mathrm {PV} \int _{a}^{b}f(x)\,dx=\lim _{\varepsilon \to 0^{+}}\int _{a+\varepsilon }^{b-\varepsilon }f(x)\,dx}；
設函數 {\displaystyle f(x)} 在 {\displaystyle [a,c)} 及 {\displaystyle (c,b]}上連續且可積，但在點 {\displaystyle c} 不連續。定義瑕積分的柯西主值：
{\displaystyle \mathrm {PV} \int _{a}^{b}f(x)\,dx=\lim _{\varepsilon \to 0^{+}}\left[\int _{a}^{c-\varepsilon }f(x)\,dx+\int _{c+\varepsilon }^{b}f(x)\,dx\right]}
若在相同收斂速度下，兩者可以互相抵消，則該積分的柯西主值存在。舉例來說：
{\displaystyle \mathrm {PV} \int _{-1}^{1}{\frac {1}{x}}\,dx=\lim _{\varepsilon \to 0^{+}}\int _{-1+\varepsilon }^{1-\varepsilon }{\frac {1}{x}}\,dx=0}。
根據定義，若瑕積分收斂，則其柯西主值收斂，且二者相等。但瑕積分的柯西主值收斂，該積分未必收斂。